# 1017

## أحداث
- تأسيس مدينة أولوموتس وتقع حاليا في التشيك.
- بداية إنشاء البوابة الذهبية بكييف.

## مواليد
- المؤرخ العثماني حاجي خليفة.
- الإمبراطور الروماني هنري الثالث.
- برمودو الثالث ملك ليون

## وفيات
- حاكم بلنسيه مبارك الصقلبي
- سانشو غارسيا كونت قشتالة
- كونت برشلونة ريموند بورل